# Колін Гендрі
Колін Гендрі (англ. Colin Hendry, нар. 7 грудня 1965, Кейт) — шотландський футболіст, захисник. По завершенні ігрової кар'єри — футбольний тренер.
Як гравець насамперед відомий виступами за клуб «Блекберн Роверз», а також національну збірну Шотландії.

## Клубна кар'єра
Вихованець футбольних шкіл клубів «Кейт» та «Іславейл».
У дорослому футболі дебютував 1983 року виступами за «Данді», в якому провів чотири сезони, взявши участь у 41 матчі чемпіонату.
Згодом, з 1987 по 1991 рік, грав у складі «Блекберн Роверз» та «Манчестер Сіті». Але, коли «містян» очолив Пітер Рід, шотландець перестав потрапляти до складу з причини того, що новий тренер не бачив його в своїй схемі гри. Внаслідок цього, Колін вирішив у листопаді 1991 року повернутися в «Роверс» за 700 000 фунтів. Гендрі ідеально вписався в команду Кенні Далгліша, а сам «Блекберн» добився успіху, ставши чемпіоном країни. Цього разу відіграв за команду з Блекберна наступні сім сезонів своєї ігрової кар'єри. Більшість часу, проведеного у складі «Блекберн Роверз», був основним гравцем захисту команди.
З 1998 року захищав кольори низки клубів, проте в жодному з них не зміг закріпитися.
Завершив професійну ігрову кар'єру у клубі «Блекпул» 2003 року у віці 38 років.

## Виступи за збірну
1993 року дебютував в офіційних матчах у складі національної збірної Шотландії. Протягом кар'єри у національній команді, яка тривала 9 років, провів у формі головної команди країни 51 матч, забивши 3 голи.
У складі збірної був учасником чемпіонату Європи 1996 року в Англії та чемпіонату світу 1998 року у Франції, на якому був капітаном збірної.

## Кар'єра тренера
Розпочав тренерську кар'єру невдовзі по завершенні кар'єри гравця, у липні 2004 року, очоливши тренерський штаб клубу «Блекпул», проте вже в листопаді 2005 року він був звільнений через незадовільні результати.
У 2006 році був асистентом тренера у клубі «Бостон Юнайтед».
Наразі останнім місцем тренерської роботи був клуб «Клайд», команду якого Колін Гендрі очолював як головний тренер до 2008 року.

## Досягнення
- «Блекберн Роверз»:

Володар Кубка повноправних членів: 1986/87
Чемпіон Англії: 1994/95
Віце-чемпіон Англії: 1993/94
- «Рейнджерс»:

Чемпіон Шотландії: 1998/99
Володар Кубка Шотландії: 1998/99
Володар Кубка шотландської ліги: 1998/99